# 杰伊·斯坦斯菲尔德
杰伊·斯坦斯菲尔德（英語：Jay Stansfield；2002年11月24日—）是一名英格蘭足球運動員，司職前鋒，現時效力英冠球會伯明翰足球會。

## 球會生涯

### 富勒姆
杰伊·斯坦斯菲尔德是前足球員亞當·斯坦斯菲爾德之子，在埃克塞特城學習踢球。2019年8月，他轉投英冠球會富勒姆。2020年1月4日，他首次職業上場，參加英格蘭足總盃第三輪對阿士東維拉的比賽，在82分鐘換替祖殊·奧勞馬。同月稍後時間作客查尔顿竞技，斯坦斯菲尔德首次在職業聯賽上場，在88分鐘同樣換替祖殊·奧勞馬。2021年8月24日英格蘭足球聯賽盃對伯明翰足球會的比賽，他打進首顆職業進球。

#### 外借到埃克塞特城
2022年9月2日，斯坦斯菲尔德被外借回埃克塞特城，為期一年。9月3日對米尔顿凯恩斯的賽事，他在79分鐘換入上場，球隊最終以1-0取勝。斯坦斯菲尔德身穿已退役的9號球衣，該球衣上一手是他父親所穿著，其父在2010年因癌症去世後，球會便把這號碼退役。2022年10月，斯坦斯菲尔德在這月取得4進球2助攻，使他當選為當月英甲最佳球員。在球季閉幕日對莫克姆的比賽，斯坦斯菲尔德完成首個帽子戲法，使球隊以3-2險勝。

### 伯明翰城
2023年8月24日，他被外借到英冠球會伯明翰至季末。這球季他當選成為球會年度最佳球員。
2024年8月30日，雙方正式簽證，斯坦斯菲尔德從富勒姆轉會至伯明翰。這交易費據報導約£1,500萬（可漲至£2,000萬），創下了英格蘭足球甲級聯賽紀錄。

## 國家隊生涯
斯坦斯菲尔德曾代表英格蘭U18出賽，在2021年10月7日首次代表英格蘭U20參加對意大利U20比賽，賽果為1-1。
2023年11月，斯坦斯菲尔德被提拔至英格蘭U21參加2025年歐洲U-21足球錦標賽資格賽對塞爾維亞的比賽，比賽中他在67分換替利安·戴納。之後對北愛爾蘭的賽事，他踢了71分鐘，而英格蘭最終以3-0取勝。2024年3月，斯坦斯菲尔德再次被徵召，在7-0大勝盧森堡U21的比賽中踢了62分鐘。

## 榮譽
伯明翰城
- 英格蘭足球甲級聯賽冠軍：2024–25[17]
- 英格蘭足球聯賽錦標賽亞軍：2024–25[18]

個人
- 伯明翰城年度最佳球員：2023–24[12]